# Pterostichus zunianus
Pterostichus zunianus är en skalbaggsart som beskrevs av Thomas Casey. Pterostichus zunianus ingår i släktet Pterostichus och familjen jordlöpare. Inga underarter finns listade i Catalogue of Life.